# Taça Padre Cícero
La Taça Padre Cícero o Copa Padre Cícero es una competición creada en el año 2010 por la Federação Cearense de Futebol. También se conoce como la Final del Interior. El  equipo del interior del estado de mejor campaña en todo el Campeonato Cearense recibe el título de campeón del interior.

## Palmarés[1]
| Año  | Campeón             | Subcampeón          |
| ---- | ------------------- | ------------------- |
| 2010 | Horizonte           | Guarany de Sobral   |
| 2011 | Guarani de Juazeiro | Horizonte           |
| 2012 | Horizonte           | Crato               |
| 2013 | Guarany de Sobral   | Icasa               |
| 2014 | Icasa               | Guarany de Sobral   |
| 2015 | Icasa               | Guarani de Juazeiro |
| 2016 | Guarani de Juazeiro | Guarany de Sobral   |
| 2017 | Guarani de Juazeiro | Horizonte           |
| 2018 | Iguatu              | Horizonte           |
| 2019 | Guarany de Sobral   | Horizonte           |
| 2020 | Guarany de Sobral   | Caucaia             |
| 2021 | Pacajús             | Crato               |
| 2022 | Caucaia             | Iguatu              |
| 2023 | Iguatu              | Maracanã            |
| 2024 | Maracanã            | Iguatu              |
| 2025 | Maracanã            | Horizonte           |

## Títulos por equipo
| Club                | Títulos | Subtítulos | Años campeón     | Años subcampeón              |
| ------------------- | ------- | ---------- | ---------------- | ---------------------------- |
| Guarany de Sobral   | 3       | 3          | 2013, 2019, 2020 | 2010, 2014, 2016             |
| Guarani de Juazeiro | 3       | 1          | 2011, 2016, 2017 | 2015                         |
| Horizonte           | 2       | 5          | 2010, 2012       | 2011, 2017, 2018, 2019, 2025 |
| Iguatu              | 2       | 2          | 2018, 2023       | 2022, 2024                   |
| Icasa               | 2       | 1          | 2014, 2015       | 2013                         |
| Maracanã            | 2       | 1          | 2024, 2025       | 2023                         |
| Caucaia             | 1       | 1          | 2022             | 2020                         |
| Pacajús             | 1       | -          | 2021             | ----                         |
| Crato               | -       | 2          | ----             | 2012, 2021                   |

## Goleadores
| Temporada | Jugador                                                                           | Club                                | Goles |
| --------- | --------------------------------------------------------------------------------- | ----------------------------------- | ----- |
| 2010      | Junior Cearense                                                                   | Horizonte                           | 4     |
| 2011      | Alex Paraíba Marcinho Márcio Carioca Netinho Niel Zé Augusto Diego Palhinha Pablo | Guarani Guarani Horizonte Horizonte | 1     |
| 2012      | Jhony                                                                             | Horizonte                           | 3     |
| 2013      | Maciel                                                                            | Guarani                             | 15    |
| 2014      | André Luiz Marciel                                                                | Horizonte                           | 13    |
| 2015      | Núbio                                                                             | Icasa                               | 10    |
| 2016      | Wildson                                                                           | Guarany                             | 5     |
| 2017      | Leilson Dantas                                                                    | Guarani                             | 9     |
| 2018      | Otacílio Marcos                                                                   | Iguatu                              | 8     |
| 2019      | Bruno Paraíba                                                                     | Barbalha                            | 7     |
| 2020      | Cléber                                                                            | Barbalha                            | 7     |
| 2021      | Ciel                                                                              | Caucaia                             | 8     |
| 2022      | Romário                                                                           | Iguatu                              | 7     |
| 2023      | Isaias                                                                            | Caucaia                             | 5     |
| 2024      | Alan Victor Junior Goiaba Junior Mandacarú                                        | Barbalha Caucaia Maracanã           | 3     |